# Caladenia patersonii
Caladenia patersonii är en orkidéart som beskrevs av Robert Brown. Caladenia patersonii ingår i släktet Caladenia och familjen orkidéer. Inga underarter finns listade i Catalogue of Life.